# Mariano Rajoy
Mariano Rajoy Brey (phát âm tiếng Tây Ban Nha: [maɾjano raxoi], sinh ngày 27 Tháng 3 năm 1955) là một chính trị gia Đảng Nhân dân Tây Ban Nha và Thủ tướng đắc cử kể từ ngày 20 tháng 11 năm 2011. Ông tuyên thệ nhậm chức vào giữa tháng 12 năm 2011. Sinh ra tại Santiago de Compostela, Galicia, Rajoy tốt nghiệp từ trường Đại học Santiago de Compostela. Ở tuổi 24, ông đã thông qua thi tuyển theo yêu cầu ở Tây Ban Nha để tham gia vào các dịch vụ dân sự trở thành tài sản đăng ký trẻ nhất.
Sau khi phục vụ trong các vai trò khác nhau Bộ trong chính quyền Aznar, Rajoy được bổ nhiệm là ứng cử viên bên cho Thủ tướng Chính phủ trong cuộc tổng tuyển cử Tây Ban Nha ngày 14 tháng ba, 2004. Đó là cuộc bầu cử mà chiến thắng thộc về đảng đối lập Đảng Công nhân Xã hội Tây Ban Nha do hậu quả của vụ đánh bom xe lửa Madrid năm 2004.
Rajoy bắt đầu sự nghiệp chính trị của ông vào năm 1981, như là một thành viên của Liên minh Nhân dân cánh hữu, trở thành một phó trong cơ quan lập pháp của Nghị viện Galicia. Năm 1982, ông được bổ nhiệm bởi Chủ tịch khu vực Galicia, Antonio Rosón Pérez, làm Bộ trưởng Bộ Quan hệ thể chế của de Xunta Galicia. Ngày 11 tháng 6 năm 1986, Rajoy được bầu làm Chủ tịch Hội đồng tỉnh Pontevedra, một vị trí ông giữ cho đến khi tháng 7 năm 1991.
Trong cuộc bầu cử Tổng ngày 22 tháng 6 năm 1986, ông có một ghế trong Đại hội đại biểu là người đứng đầu Danh mục cho Pontevedra của AP, mặc dù ông đã từ chức trong tháng 11 để đưa lên vị trí chủ tịch, phó các Xunta của Galicia sau khi từ chức Xosé Luis Barreiro và phần còn lại của các Bộ trưởng. Ông đã chiếm vị trí thứ hai này cho đến cuối tháng 9 năm 1987.
Khi vào năm 1989, AP sáp nhập với các bên khác để hình thành Đảng Nhân dân (PP), Manuel Fraga là Chủ tịch Hội, Rajoy được đặt tên là thành viên của Ban Chấp hành Quốc gia và đại biểu cho Pontevedra. Ông tái đắc cử vào quốc hội vào năm 1993. Trước khi chiến thắng của PP trong cuộc bầu cử năm 1996, ông là một thành viên của "Ủy ban kiểm soát Quốc hội của RTVE" PP-.